# Arkham Manor
Arkham Manor — серия комиксов, состоящая из 6 выпусков, которую в 2014—2015 годах издавала компания DC Comics.

## Синопсис
После катастрофы в лечебнице Аркхем, Готэм-Сити отправляет опасных психопатов в поместье Аркхем. Бэтмен проникает туда под прикрытием.

### Выпуски
| № | Название                                      | Дата выхода     | Кол-во страниц | Оценка на Comic Book Roundup    |
| - | --------------------------------------------- | --------------- | -------------- | ------------------------------- |
| 1 | A Home for the Criminally Insane, Chapter One | 22 октября 2014 | 32             | 7,4 из 10 на основе 29 рецензий |
| 2 | A Home for the Criminally Insane, Chapter Two | 26 ноября 2014  | 32             | 7,3 из 10 на основе 12 рецензий |
| 3 | Cold Comfort                                  | 24 декабря 2014 | 32             | 7,6 из 10 на основе 5 рецензий  |
| 4 | Out in the Cold                               | 28 января 2015  | 32             | 7,3 из 10 на основе 5 рецензий  |
| 5 | These Walls Must Hold                         | 25 февраля 2015 | 32             | 7,2 из 10 на основе 7 рецензий  |
| 6 | The Sacrifice                                 | 25 марта 2015   | 32             | 7,2 из 10 на основе 6 рецензий  |

### Ваншоты
| № | Название | Дата выхода   | Кол-во страниц | Оценка на Comic Book Roundup   |
| - | -------- | ------------- | -------------- | ------------------------------ |
| 1 | Endgame  | 1 апреля 2015 | 32             | 7,2 из 10 на основе 5 рецензий |

### Сборники
| Название     | Тип            | Дата выхода  | Собранный материал | Кол-во страниц | ISBN                       |
| ------------ | -------------- | ------------ | ------------------ | -------------- | -------------------------- |
| Arkham Manor | Мягкая обложка | 22 июля 2015 | Arkham Manor #1-6  | 144            | 978-1401254582, 1401254586 |

## Реакция

### Отзывы критиков
На сайте Comic Book Roundup серия имеет оценку 7,3 из 10 на основе 64 рецензий. Майк Логсдон из IGN дал дебюту такой же балл и сравнил его с комиксом Gotham Academy. Грег Макэлхаттон из Comic Book Resources написал, что ему понравилась концепция серии. Ричард Грей из Newsarama поставил первому выпуску оценку 7 из 10 и похвалил Шона Кристала. Его коллега Аарон Дюран присвоил дебюту такой же балл и тоже сравнил его с Gotham Academy. Кристин Мэнционе из Comics Bulletin вручила первому выпуску 3 звезды с половиной из 5 и посчитала, что сценарий в нём лучше, чем рисунки. Чейз Магнетт из ComicBook.com поставил дебюту оценку «B+» и назвал его «захватывающим началом серии, наполненной потенциалом». Мэт Эльфринг из Comic Vine оценил первый выпуск в 4 звезды из 5 и подчеркнул, что «Arkham Manor на удивление приятен».

### Продажи
Ниже представлен график продаж комикса за первый месяц выпуска на территории Северной Америки.